# Ершоватка
Ершоватка или лиманда (лат. Limanda limanda) — рыба семейства камбаловых.

## Описание
Обитает в морях, омывающих западные и северные берега Европы от Бискайского залива до Белого моря. На территории России обитает в Финском заливе, Баренцевом и Белом море, особенно в Онежском и Кандалакшском заливах. На запад ареал распространяется до Исландии.
Отличительной особенностью является боковая линия с изгибом над грудным плавником. Средняя длина 20—30 см, иногда вырастают до 40 см. Максимально зарегистрированная масса тела 1 кг, обычно 150—300 грамм.
Окраска глазной стороны песочно-коричневая, с более тёмными пятнами. Нижняя сторона тела белая.
Донная рыба, обитающая в прибрежной зоне не глубже 50—70 м. Во время нереста с января по август перемещается ближе к берегу на глубину 25—50 метров. Не мигрирует. Плодовитость 80—140 тыс. икринок, диаметром 0,7—1 мм. Из икринок выходят симметричные личинки, оседающие на глубине 10—20 метров и переходящие к донному образу жизни ещё до приобретения асимметричной формы тела.

## Питание
Основу рациона составляют различные беспозвоночные, такие как черви, офиуры, мелкие ракообразные, моллюски. Реже мелкая рыба.

## Промысел
Является промысловой рыбой. Большого коммерческого улова не производится. Иногда идет как прилов во время рыбалки на другие виды рыбы. В соответствии с данными подразделения ООН Food and Agriculture Organization за 2004 год общий улов составил 15726 тонн. На первом месте по улову Голландия — 5162 тонны, на втором месте Исландия — 2953 тонны и на третьем Дания — 2946 тонны. В России улов производится в малых количествах. В море ловится тралами, также хорошо ловится с берега.
Является недорогой рыбой. На рыбных рынках продается как свежая, так и мороженая, сушеная или копченая.